# 海南柃
海南柃（学名：Eurya hainanensis）为山茶科柃木属下的一个种。其种加词“hainanensis”意为“海南的”。